# Давид ди Донателло 1969
14-я церемония вручения наград премии «Давид ди Донателло» состоялась 2 августа 1969 года в Театре в Тавромении.

## Победители

### Лучшая режиссура
- Франко Дзеффирелли — Ромео и Джульетта

### Лучший продюсер
- Бино Чиконья — Однажды на Диком Западе (ex aequo)
- Джанни Хект Лукари — Девушка с пистолетом (ex aequo)

### Лучшая женская роль
- Джина Лоллобриджида — Доброго вечера, миссис Кэмпбелл (ex aequo)
- Моника Витти — Девушка с пистолетом (ex aequo)

### Лучшая мужская роль
- Альберто Сорди — Врач страховой кассы (ex aequo)
- Нино Манфреди — Раздевая глазами (ex aequo)

### Лучший иностранный режиссёр
- Роман Полански — Ребёнок Розмари

### Лучший иностранный продюсер
- Стэнли Кубрик — Космическая одиссея 2001 года

### Лучшая иностранная актриса
- Барбра Стрейзанд — Смешная девчонка (ex aequo)
- Миа Фэрроу — Ребёнок Розмари (ex aequo)

### Лучший иностранный актёр
- Род Стайгер — Сержант

### Targa d’oro
- Флоринда Болкан
- Оливия Хасси
- Laurence Whitin